# کوکی ایشیی
کوکی ایشیی (انگلیسی: Koki Ishii؛ زادهٔ ۱۵ مارس ۱۹۹۵) بازیکن فوتبال اهل ژاپن است.